# Hermann Sehrig
Hermann Sehrig (* 22. Oktober 1892 in Karlsruhe; † 1. Dezember 1963 in Neuss) war ein vielseitiger deutscher Künstler und Kunstlehrer. Er wirkte als Keramiker, Maler und Fenstergestalter.

## Leben
Hermann Sehrig studierte von 1910 bis 1914 Grafik an der Kunstgewerbeschule in Düsseldorf, bevor er für die Dauer des Ersten Weltkrieges in den Kriegsdienst trat. Nach Kriegsende setzte er sein Studium an der staatlichen Kunstakademie Düsseldorf fort. Dort war er von 1921 bis 1923 Meisterschüler von Professor Ederer, gleichzeitig und darüber hinaus bis 1925 auch in der keramischen Werkstatt Wiegmann tätig. Im Jahr 1923 schrieb er sich an der Universität zu Köln ein.
Danach richtete er gemeinsam mit seiner Frau, der expressionistischen Malerin Else Sehrig-Vehling, eine eigene Werkstatt in Düsseldorf ein (1925), die er später nach Mülheim an der Ruhr verlegte, wo er ab 1933 als Lehrer für Keramik an der Städtischen Schule beschäftigt war.
Während des Zweiten Weltkrieges war er als Lehrer an der Berufsschule in Straßfurt (1943) und als Leiter der Keramikabteilung der Schule für angewandte Kunst in Magdeburg (1944–1945) tätig. Nach Kriegsende kehrte er an die Straßfurter Berufsschule zurück, wo er bis 1952 als Direktor wirkte. In diesem Jahr trat er – nachdem er am Wiederaufbau der Magdeburger Schule und späteren Fachschule für angewandte Kunst beteiligt gewesen war – eine Stelle als Lehrer an der Berufsschule in Mülheim an (1952–1955).
Hermann Sehrig lebte ab 1957 in Düsseldorf und in San Nazzaro in der Schweiz, ab 1961 in Neuss, wo er nach jahrelanger schwerer Krankheit im Jahr 1963 im Alter von 71 Jahren starb.

## Werk
Neben seiner Tätigkeit als Lehrer, vor allem für Keramik, beschäftigte Hermann Sehrig sich mit grafischen Werken, der Malerei in Öl und Pastell, der Bildhauerkunst und der Gestaltung von Fenstern. Während er für seine malerischen und bildhauerischen Arbeiten stark vom Gegenstand ausging und in den Fenstergestaltungen die Farbigkeit dominiert, ist bei seinen Keramiken ein stärkeres Bestreben nach Vereinfachung und Abstraktion zu spüren.
Seine Werke sind in öffentlichen Sammlungen vertreten in Mülheim, im Städtischen Museum Münster, und in Düsseldorf sowohl im Landesmuseum als auch im Hetjens-Museum (Deutsches Keramikmuseum).